# Bhaktivedanta Manor
Bhaktivedanta Manor – świątynia Kryszny-Radhy, własność Międzynarodowego Towarzystwa Świadomości Kryszny (ISKCON) w Aldenham, koło angielskiego miasta Watford, największa świątynia tego ruchu religijnego w Europie, odwiedzana przez ponad 500 tys. osób rocznie.
Pałac wraz z całą posiadłością ziemską („Piggott’s Manor”), został podarowany założycielowi ISKCON – Bhaktivedancie Swamiemu Prabhupadzie – w 1973 przez członka zespołu The Beatles George’a Harrisona. Obecna nazwa posiadłości „Bhaktivedanta” pochodzi z sanskrytu i oznacza „oddanie Bogu”.
W 1994 miały tu miejsce zbiorowe protesty 36 tys. osób przeciwko planom miejscowych władz, dążących do zamknięcia ośrodka.
Bhaktivedanta Manor składa się z bogato dekorowanej świątyni (zawierającej posągi Kryszny i jego awatarów), nowoczesnego teatru bhakti, sklepu, piekarni, gospodarstwa rolniczego opartego na pracy wołów, szkoły średniej, podstawowej oraz pustelni aśramu.